# USS Connecticut (1861)
Pour les autres navires du même nom, voir USS Connecticut.
L'USS Connecticut (1861) est un grand bateau à vapeur acquis par la marine de l'Union pendant la guerre de Sécession. Sa tâche principale était d'empêcher les navires de forcer le blocus de l'Union des ports du Sud.
Le Connecticut, un bateau à simple aube, est construit en 1861 par William Webb, New York City ; il est acheté par la marine le 18 juillet 1861 ; et mis en service le 23 août 1861, commandant M. Woodhull au commandement.

## Ravitaillement des navires du blocus de l'Union
Le Connecticut navigue pour son premier voyage le 25 août 1861, acheminant des hommes et des fournitures aux navires réalisant le blocus le long des côte de l'Atlantique et du Golfe, aussi loin que Galveston, au Texas, et retourne à New York le 29 septembre. À la suite de deux patrouilles, du 16 au 24 octobre et du 10 novembre au 17 décembre à la recherche du croiseur confédéré Nashville,le Connecticut retourne à un service de transport, réalisant cinq voyages similaires à son premier voyage entre le 7 janvier et le 15 novembre 1862. Il capture aussi quatre goélettes avec une précieuse cargaison au cours de cette période.

## Opérations au Panama
Hors de service pour réparations à New York, du 24 novembre au 15 décembre 1862, le Connecticut part à la remorque de l'USS Montauk le 24 décembre pour servir de convoi et au remorquage de navire hors d'Aspinwall, Panama, jusqu'à son retour à New York le 6 juin 1863.

## Affecté au blocus de l'Atlantique nord
Au cours du voyage suivant du Connecticut, du 10 août 1863 au 25 juillet 1864, il opère avec un grand succès avec l'escadron du blocus de l'Atlantique nord sur la Virginie et la Caroline du Nord. Il capture cinq navires et pousse un sixième au sabordage, abandonné et incendié par son équipage. Parmi ceux-ci, le bateau à vapeur anglais Minnie, capturé le 9 mai 1864 avec une cargaison de coton, de tabac, d'essence de térébenthine, et d'or, l'une des prises les plus précieuses au cours de la guerre, et le vapeur Britannique Greyhound, capturé le 10 mai, qui transporte en plus de sa cargaison de coton, de tabac et d'essence de térébenthine, la célèbre espionne confédérée Belle Boyd.
Suivant un autre voyage transportant des hommes vers la flotte entre le 30 juillet et le 5 octobre 1864, le Connecticut est retiré du service à Boston, au Massachusetts, du 7 octobre 1864 au 17 février 1865. Son dernier voyage du 21 février au 3 août 1865 s'effectue dans les Antilles et sur la côte Est des États-Unis, à la recherche de corsaires des confédérés et remorquant des monitors de Port-Royal, en Caroline du Sud, jusqu'à Philadelphie, en Pennsylvanie.Le Connecticut retiré du service le 11 août 1865 à l'arsenal naval de Philadelphie et vendu le 21 septembre 1865.